# Doživotni predsjednik
Doživotni predsjednik ili predsjednik bez ograničenja trajanja mandata je šef države koji vlada do smrti.
Najčešće je to diktator obasjan autoritetom i kultom ličnosti. Može biti i legalno izabran.
On je de facto monarh.

## Istaknuti doživotni predsjednici
- Alexandre Pétion u Haitiju (1808. – 1818.)
- José Gaspar Rodríguez de Francia u Paragvaju (1816. – 1840.)
- Rafael Carrera u Gvatemali (1854. – 1865.)
- Josip Broz Tito u Jugoslaviji (1953. – 1980.)
- Sukarno u Indoneziji (1963. – 1965.)
- Francois Duvalier u Haitiju (1971. – 1986.)
- Hastings Banda u Malaviju (1971. – 1994.)
- Jean-Claude Duvalier u Haitiju (1971. – 1986.)
- Jean-Bedél Bokassa u Srednjoafričkoj Republici (1976. – 1979.)
- Francisco Macías Nguema u Ekvatorskoj Gvineji (1972. – 1979.)
- Habib Bourguiba u Tunisu (1975. – 1987.)
- Idi Amin u Ugandi (1976. – 1979.)
- Lennox Sebe u Ciskeiu (JAR), 1983. – 1990.)
- Saparmurat Nijazov u Turkmenistanu (1999. – 2006.)